# Hodgkins (Illinois)
Hodgkins é uma aldeia localizada no estado americano de Illinois, no Condado de Cook.

## Demografia
Segundo o censo americano de 2000, a sua população era de 2134 habitantes.
Em 2006, foi estimada uma população de 2050, um decréscimo de 84 (-3.9%).

## Geografia
De acordo com o United States Census Bureau tem uma área de 6,9 km², dos quais 6,7 km² cobertos por terra e 0,2 km² cobertos por água.

## Localidades na vizinhança
O diagrama seguinte representa as localidades num raio de 4 km ao redor de Hodgkins.